# Stanisław Jabłonowski (zm. 1806)
Stanisław Jabłonowski herbu Prus III (ur. 27 listopada 1750, zm. 16 lutego 1806 w Krościenku Wyżnym) – rotmistrz targowickiej formacji Brygady Kawalerii Narodowej Znaków Hussarskich pod Imieniem Województwa Bracławskiego.
Był synem Dymitra Hipolita i Józefy z Mycielskich. Żonaty z Anną z Siemieńskich, ojciec dwóch córek Petroneli żony Hrabiego Wodzickiego co ciekawe Petronela miała romans z Ambrożym Łyszkowiczem h. Szeliga III któremu powiła jednego syna Sylwestra późniejszego właściciela Białynina, i Józefy żony Antoniego Stadnickiego.